# Jack Fat and Jim Slim at Coney Island
Jack Fat and Jim Slim at Coney Island è un cortometraggio muto del 1910. Il nome del regista non viene riportato nei credit del film che ha come interpreti John Bunny e Kate Price.

## Trama
Due uomini riescono a sgaiattolare via dalle loro mogli per andare a divertirsi a Coney Island.

## Produzione
Il film fu prodotto dalla Vitagraph Company of America. Venne girato al Luna Park di Coney Island.

## Distribuzione
Distribuito dalla General Film Company, il film - un cortometraggio in una bobina - uscì nelle sale cinematografiche statunitensi il 2 dicembre 1910.
Non si conoscono copie ancora esistenti della pellicola che viene considerata presumibilmente perduta.